# 大卫·格鲁伯
大卫·格鲁伯（David Gruber ）是一位美国海洋生物学家，他也是紐約市立大學柏魯克分校生物学和环境科学的教授以及和国家地理探险家。

## 早年
大卫·格鲁伯畢業於羅德島大學並获得学士学位，之後又獲得哥伦比亚大学新闻学硕士学位，在杜克大学获得环境管理硕士学位和博士学位以及罗格斯大学海洋与海岸科学研究所生物海洋学博士。他後來在布朗大学擔任分子精神病学博士后研究員。2017-2018 年期間，大卫·格鲁伯在哈佛大学拉德克利夫高级研究所擔任研究员。